# Putaansaari (ö i Norra Karelen, Joensuu, lat 62,80, long 30,21)
Putaansaari är en ö i Finland. Den ligger i sjön Hiirenvesi och i kommunen Joensuu i den ekonomiska regionen  Joensuu ekonomiska region  och landskapet Norra Karelen, i den sydöstra delen av landet, 400 km nordost om huvudstaden Helsingfors. Öns area är 4 hektar och dess största längd är 380 meter i sydöst-nordvästlig riktning.